# Séverin Kezeu
Severin Kezeu, né le 15 novembre 1967 à Yaoundé, est un inventeur, pionnier de l'IoT, chef d'entreprise d'origine camerounaise.

## Biographie

### Enfance, éducation et débuts
Les parents de Séverin Kezeu sont originaires de l'Ouest au Cameroun. Malgré d'excellentes notes scolaires, il est victime de discrimination anti-bamiléké. Privé de bourse, il s'inscrit à l'Université Louis Pasteur de Strasbourg et y fait des études aux frais de sa famille.

### Carrière
Entrepreneur très jeune,,, il fonde le SK Group, dont une des entreprises - SK Technology - sécurise l'utilisation simultanée de plusieurs grues sur un chantier. Bouygues fait partie de ses premiers clients.
Pionnier de l'IoT, il fait, avec entre autres Navigator, de l'anticollision des objets en mouvement sa spécialité.